# Uhrturm

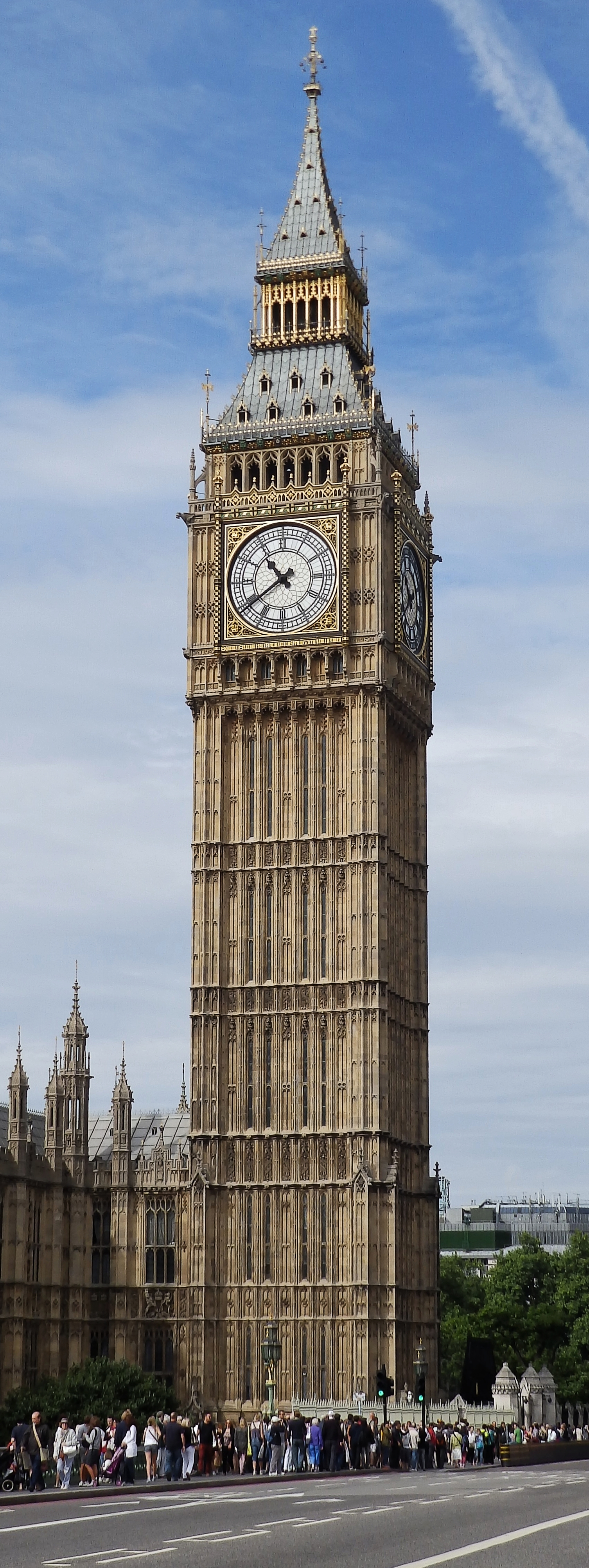
Elizabeth Tower als Teil des Palace of Westminster in London mit dem Big Ben.

Ein Uhrturm, auch Uhrenturm, ist ein meist freistehender oder auf einem Gebäude aufgestellter Turm, in den eine von weitem lesbare Turmuhr eingebaut ist. Kirchtürme, Wehrtürme und andere Türme, deren Hauptfunktion nicht die Zeitanzeige ist, werden in der Regel nicht Uhrturm genannt.
Sahat-kula (von saat kulesi, dem türkischen Wort für „Uhrturm“) heißen in den südslawischen Sprachen Uhrtürme, die während der Zeit des Osmanischen Reiches auf dem Balkan errichtet wurden. Stundturm ist eine Bezeichnung, die hauptsächlich für den Uhrturm in Schäßburg in Siebenbürgen gebraucht wird.
Uhrtürme tragen üblicherweise an allen vier Seiten Zifferblätter. Früher hatten sie in den Städten, als noch keine oder nur wenige Einwohner eine eigene Uhr besaßen, die Funktion als verbindliche Zeitanzeiger. In Europa wurden in markante Türme oft nachträglich Uhren eingebaut. In osmanischen Städten stellten Uhrtürme Zeichen staatlicher Herrschaft an zentralen Plätzen dar.

## Bedeutung

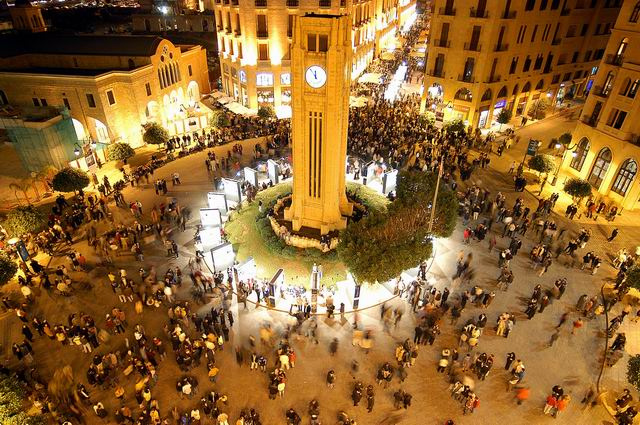
Französische Planung einer Hafenmetropole im Orient nach Pariser Vorbild: Auf den in den 1930er Jahren angelegten Place de l’Étoile („Sternplatz“) im Zentrum von Beirut laufen mehrere Straßen sternförmig zu.

Für mittelalterliche Bauern in Europa bestand der Tag aus den drei Zeitabschnitten Morgen, Mittag und Abend. In der frühen Neuzeit waren Uhren und Glockengeläute eine Notwendigkeit für die Mönche, um die Gebetszeiten einzuhalten, ebenso für die Bürger, um ihre Verpflichtungen zu beachten. Besonders die einem strengen Reglement unterworfenen Mönche der Benediktiner benötigten ein starres Zeitgerüst für ihre Gebete und sonstigen Verrichtungen im Tagesverlauf. Sie brauchten eine mechanische Uhr, die regelmäßig zur Einhaltung des Stundenplans die Glocken schlug. Die im 14. Jahrhundert entwickelten großen Räderuhren steuerten bald die Kirchenglocken der Kirchtürme. Zuerst in den Klosterhöfen verwendet, gelangte die Uhr in den weltlichen Bereich der Städte. Ende des 15. Jahrhunderts wurden Uhrtürme zu einem Mittelpunkt der Städte. Einher ging ein häufiger Streit unter den Verantwortlichen der religiösen und der weltlichen Zwecken dienenden Zeitanzeige.
Anfangs besaßen diese Uhren keine Zifferblätter, sondern läuteten zu jeder Stunde. Bis zum 16. Jahrhundert wurde das Läuten zu jeder Viertelstunde eingeführt. Die ersten Uhren mit Zifferblättern besaßen nur einen großen Stundenzeiger. Christiaan Huygens perfektionierte um die Mitte des 17. Jahrhunderts das Prinzip des Uhrpendels, das eine höhere Ganggenauigkeit ermöglichte. Ende des 17. Jahrhunderts reichte die Genauigkeit zur Einführung des kleineren Minutenzeigers, was in erster Linie für die Navigation und Astronomie von Vorteil war. Im 18. Jahrhundert erhielten auch Turmuhren Minutenzeiger. „Die Uhr, nicht die Dampfmaschine, ist die wichtigste Maschine des Industriezeitalters.“ Dieser viel zitierte Satz des amerikanischen Soziologen und technikkritischen Philosophen Lewis Mumford in seinem Werk Technics and Civilization von 1934 spielt auf die gesellschaftlichen Veränderungen an, welche nach der Turmuhr die spätere Einführung der tragbaren Uhr für jedermann bewirkt hat.
Der Uhrturm ist wie jeder entsprechend große Turm an einem zentralen Ort ein Wahrzeichen, dessen symbolische Bedeutung die einer in den Himmel wachsenden Weltachse annehmen kann. Hierin und in seiner Funktion, die Zeit mitzuteilen, ist der städtische Uhrturm dem akustische Signale aussendenden Kirchturm und dem ebensolchen Minarett in islamischen Ländern vergleichbar.

## Herkunft und Verbreitung

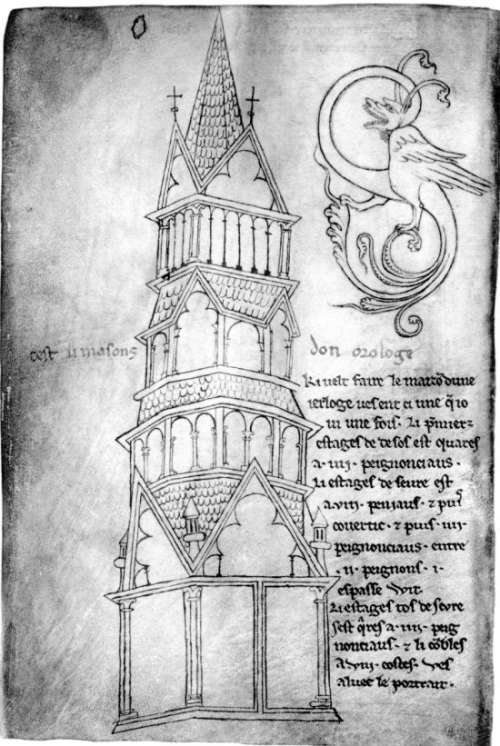
Aus dem Skizzenbuch des Villard de Honnecourt, um 1230. Die erste Schriftzeile lautet: cest li masons don orologe („dies ist das Haus einer Uhr“). Möglicherweise die früheste erhaltene europäische Darstellung eines Uhrturms.

Als ältester Uhrturm kann das Horologion (in der Antike „Uhr“) des Andronikos, bekannt als „Turm der Winde“ in Athen gelten, das um die Mitte des 1. Jahrhunderts v. Chr. erstmals erwähnt wird. Der griechische Astronom Andronikos von Kyrrhos entwarf einen 13,5 Meter hohen oktogonalen Turm aus Marmorquadern, zu dem unter anderem eine Sonnenuhr, eine Wasseruhr und eine Wetterfahne gehörte. Das im 19. Jahrhundert freigelegte und restaurierte Bauwerk ist sehr gut erhalten.

### Europa
Der Grazer Uhrturm wurde im 13. Jahrhundert erstmals erwähnt. Seine heutige Form erhielt er 1560. Anfangs drehte sich nur ein großer Stundenzeiger über den Zifferblättern an allen vier Seiten des Turms. Die später angebrachten Minutenzeiger mussten zur Unterscheidung kürzer sein. Weil es bis heute bei dieser Anordnung blieb, wird beim Wahrzeichen der Stadt Graz stets hinzugefügt, dass die Uhrzeiger in ihrer Größe „vertauscht“ sind.
Nach literarischen Quellen gab es die ersten Uhrwerke in Europa Anfang des 14. Jahrhunderts in Kirchtürmen und städtischen Uhrtürmen. Im italienischen Modena wurde um 1309 eine 900 Kilogramm schwere Glocke gegossen, um mit ihr die Stunden zu schlagen. Das angegebene Gewicht deutet an, dass es sich um eine öffentliche Glockenuhr gehandelt haben dürfte. 1343 wurde in dieser Stadt eine Glocke in der Kathedrale aufgehängt. Eindeutig von einer Glocke in einem städtischen Uhrturm in Parma wird 1336 berichtet. Sie läutete demnach Tag und Nacht. Im selben Jahr gab es nachweislich in Mailand die erste jede Stunde schlagende Turmuhrglocke. Die zur Republik Venedig gehörende Stadt Ragusa beschäftigte im Jahr 1322 einen italienischen Glockenwärter. Über die erste öffentliche Glocke, die in einem Uhrturm in Genua schlug, wird im Jahr 1353 berichtet. In diesem Jahr soll die Turmuhr auf dem Palazzo Vecchio in ganz Florenz zu hören gewesen sein. Von 1351 bis 1353 arbeitete ein italienischer Glockenbauer mit seinen Gehilfen an der Glocke des Uhrturms im südenglischen Windsor Castle.

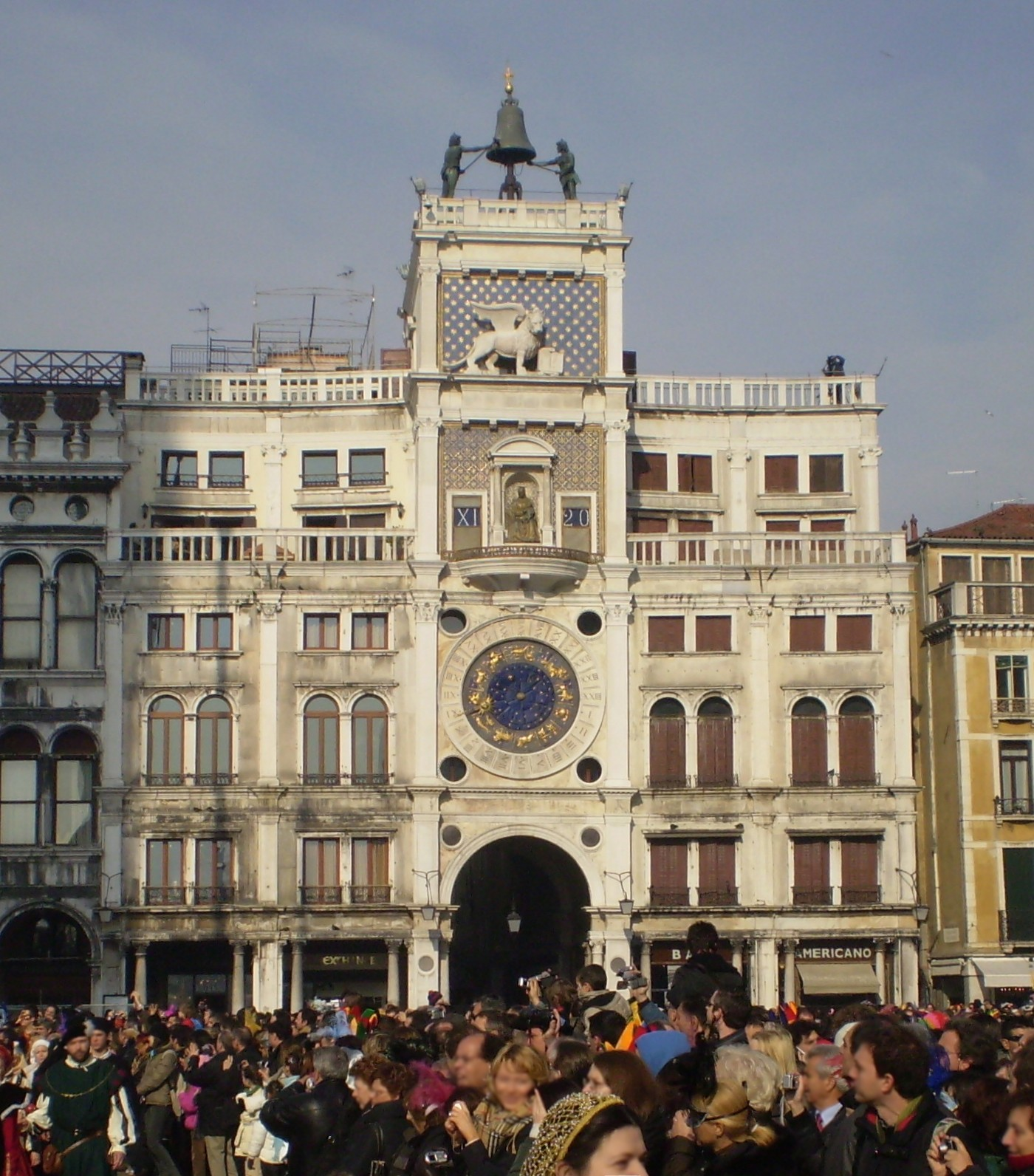
Torre dell’Orologio auf dem Markusplatz in Venedig

Der Torre dell’Orologio war eine der bedeutendsten Bauleistungen in Venedig Ende des 15. Jahrhunderts. Der Uhrturm auf dem Markusplatz wurde zwischen 1493 und 1499 vom Baumeister Carlo Ranieri aus Reggio Calabria errichtet. Er ist in vier Etagen gegliedert und in eine 1502–1506 angebaute Hausfassade integriert. Den unteren Teil bildet ein hoher Torbogen, der sich über zwei Stockwerke des Wohnhauses erstreckt und den Zugang zur Via Merceria darstellt. Das astronomische Zifferblatt darüber zeigt das geozentrische Weltbild des Claudius Ptolemäus mit Sonne, Mond, und Planeten, die um die Erde kreisen. In der dritten Etage befindet sich ein Balkon mit einem Figurenspiel, das nur in der Woche der Himmelfahrt in Bewegung versetzt wird. Dann erscheinen die Heiligen Drei Könige mit zwei Engeln und verneigen sich vor einer Marienfigur. In der übrigen Jahreszeit sind in den beiden seitlichen Fenstern die Stunde und Minuten als Ziffern zu sehen. Vor der vierten Etage ist ein vollplastischer, geflügelter Markuslöwe zu sehen. Auf dem Dach stehen zwei 2,7 Meter große Mohren aus Bronze, die zu jeder Viertelstunde die Glocke anschlagen.

### Orient
Der älteste Uhrturm im Osmanischen Reich befindet sich in Prizren im Kosovo. Er wurde 1610 errichtet und gehört zu einem Badehaus (Hamam). Im Osmanischen Reich gab es vor Einführung des Uhrturms die islamische Institution des muvakkit (von türkisch vakit, „Zeit“). Der muvakkit bekleidete einen verantwortungsvollen Posten und wurde daher vom Scheichülislam ernannt. Er musste über Kenntnisse in Astronomie verfügen und in der Lage sein, die täglichen Gebetszeiten (Salāt) anzusagen sowie seine Kenntnisse in den Madrasas an Schüler weiterzugeben. 

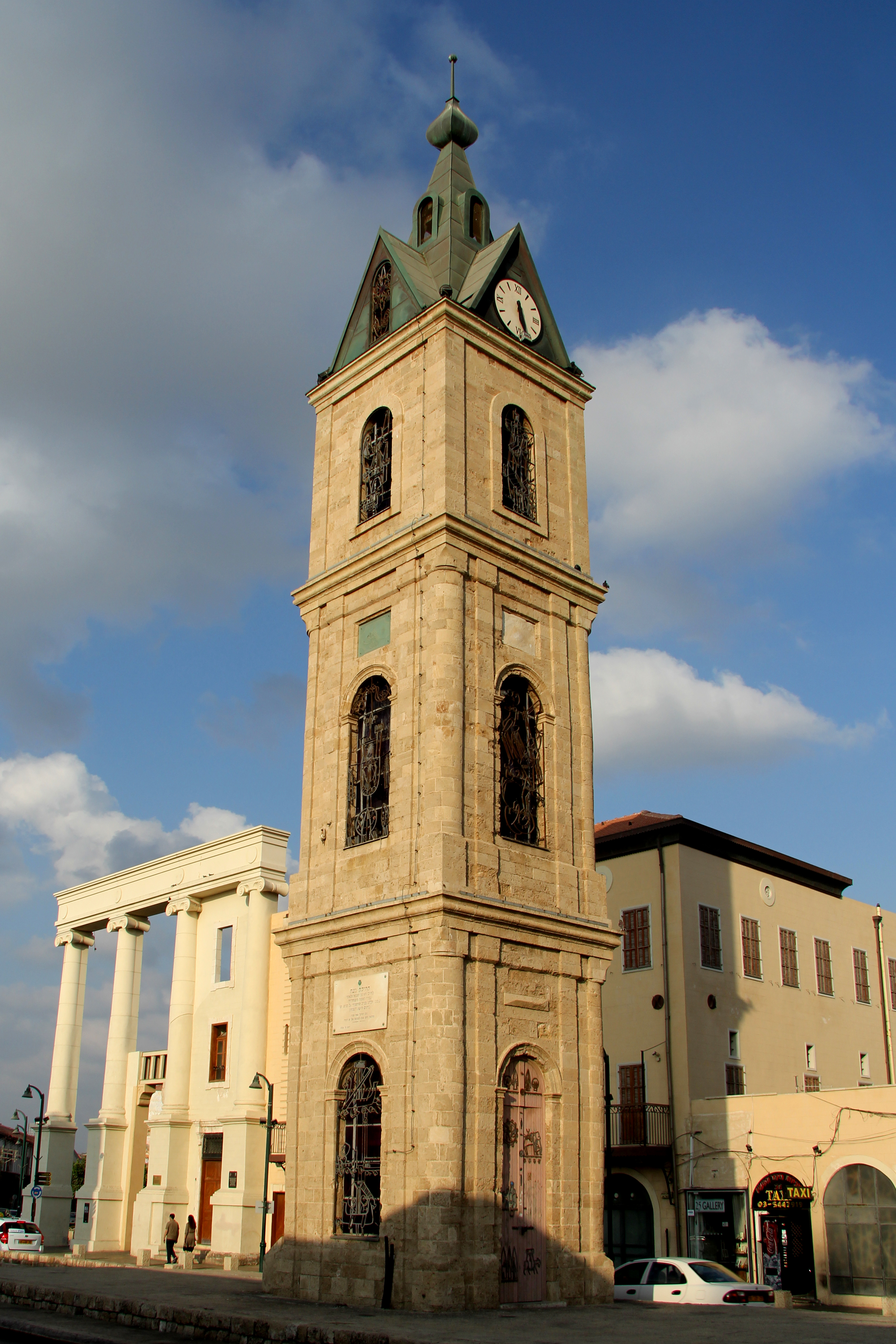
Uhrturm, 1902/1903 zum 25. Thronjubiläum Abdülhamids II., vor Neuem Serail und Baladiyya, Tel Aviv-Jaffa 2012

Das Gebäude, in dem der Astronom lebte und seiner Tätigkeit nachging, war das muvakkithane, das zu einem Gebäudekomplex mit der Moschee und anderen religiösen Einrichtungen gehörte. Gegenüber dieser islamischen Einrichtung bedeutete die Einführung des Uhrturms eine Säkularisierung der Zeit, die sich zu einem von der Bevölkerung wahrgenommenen Konflikt zwischen der traditionellen und der modernen Zeitauffassung entwickelte. Was der muvakkit bestimmte, waren die saisonalen Stunden und nicht die europäische abstrakte Zeiteinteilung. 
Es dauerte, bis die Alaturka-Uhrzeit der europäischen alafranga-Zeit (persisch frangi, „Europäer“, „europäisiert“) gewichen war. Dieser Prozess ging mit politisch-sozialen Veränderungen einher, er vollzog sich in der zweiten Hälfte des 19. Jahrhunderts und war Anfang des 20. Jahrhunderts abgeschlossen. In der Übergangszeit gab es während der Regierung von Sultan Abdülhamid II. (reg. 1876–1908) Uhrtürme, die den alltäglichen Erfordernissen entsprechend, sowohl die alaturka-Stunden als auch die alafranga-Stunden anzeigten.
Ende des 19. Jahrhunderts standen über 120 Uhrtürme in den Städten des Osmanischen Reiches, davon die meisten in Anatolien und auf dem Balkan. Sie sind stilistisch uneinheitlich. Der Uhrturm von Adana aus dem Jahr 1865 entspricht in seinem dreistufigen Wechsel von quadratischer Basis, rundem Schaft und quadratischer Spitze einem Minarett. Der 1882 in Adana vom Gouverneur der Stadt errichtete Uhrturm, wegen seiner Höhe von 32 Metern Büyük Saat („Große Uhr“) genannt, wurde als ein Zeichen der Moderne einem italienischen Campanile nachempfunden. Der 25 Meter hohe, 1901 fertiggestellte Uhrturm von Izmir erinnert dagegen an die indo-islamische Architektur der vorangegangenen Jahrhunderte. Die unter Abdülhamid II. im gesamten Reich erbauten Uhrtürme und Brunnenanlagen dienten wesentlich der Glorifizierung seiner Herrschaft. 
Die Mehrzahl der 35 Uhrtürme in Anatolien wurden in Abdülhamids Regierungszeit entweder neu errichtet oder restauriert. Der osmanische Uhrturm von Beirut wurde 1898 vor dem Grand Serail von 1853 (al-Sarāy al-Kabir, „Großer Palast/Herrschersitz“), dem heutigen Regierungssitz des libanesischen Premierministers, erbaut. Der Architekt war Youssef Effendi Aftimus (1866–1952). Zuvor gab es in der Stadt, die um 1900 geschätzte 120.000 Einwohner hatte, keine öffentliche Uhr, um die Gebetszeiten anzuzeigen. Die Fertigstellung war vermutlich auf den lange geplanten Besuch des deutschen Kaisers Wilhelm II. in diesem Jahr terminiert. Mit seiner vom Meer aus sichtbaren Position auf dem Serail-Hügel (Qantari-Hügel) – als höchste Erhebung im Stadtzentrum eine Art Capitol Hill – sollte der Uhrturm (Hamidiyeh-Uhrturm) ein Zeichen der Herrschaft setzen. Dem Bau des Uhrturms war die Umgestaltung und Erweiterung des Hafens 1893 vorausgegangen.

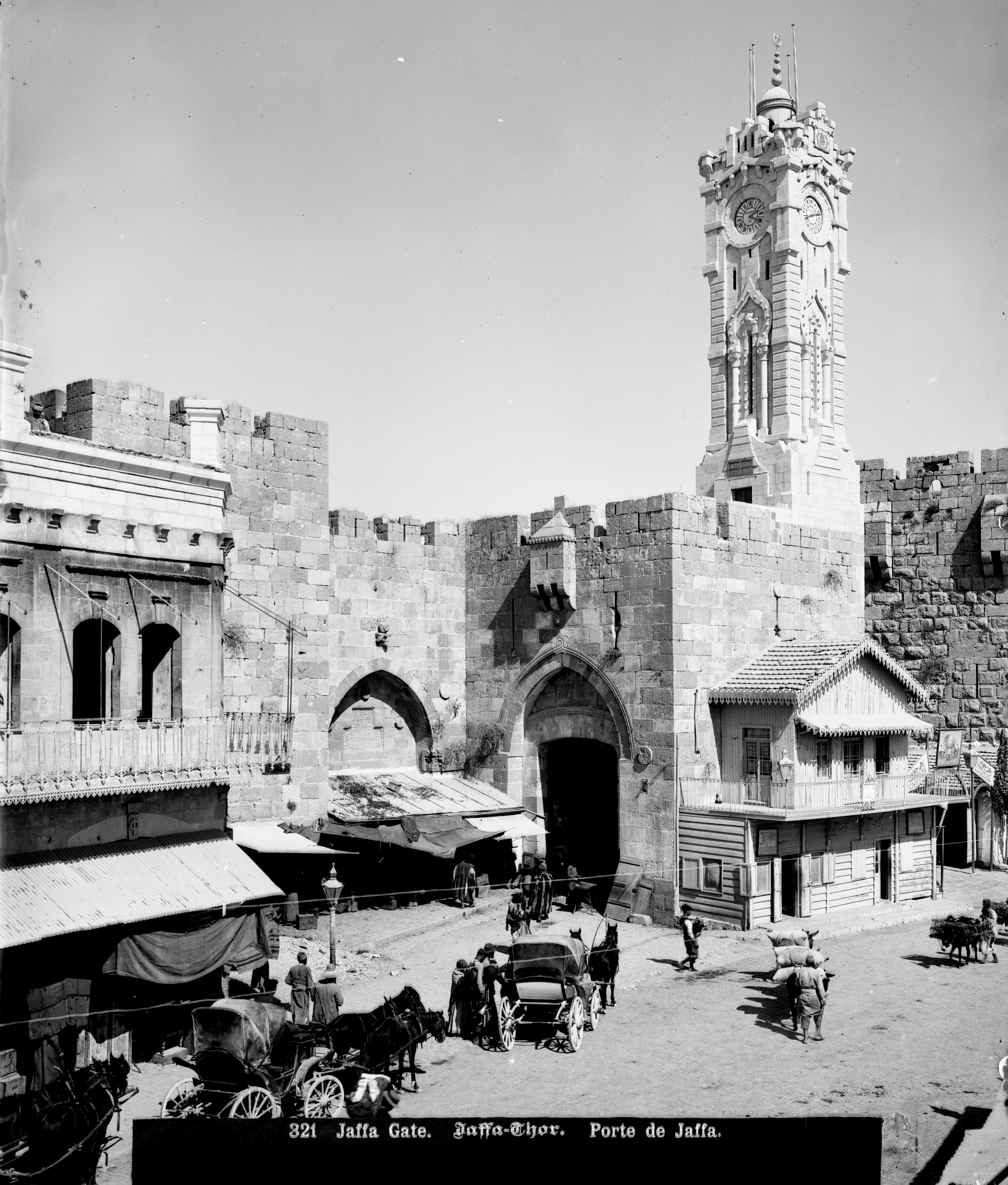
Der Uhrturm auf Jerusalems Jaffator bestand 1908–1922

Die Mehrzahl der osmanischen Uhrtürme an der levantinischen Küste entstanden erst später, 1900 und 1901: unter anderem in Tripoli, Aleppo (Bab al-Faradsch, begonnen 1898), Akkon (1906), Jerusalem (1908), Nazareth, Haifa (1905), Safed (1901) und Jaffa (1903). Für die Provinzgouverneure bot die Einweihung solcher Repräsentationsprojekte eine willkommene Gelegenheit, ihre Loyalität gegenüber dem Sultan zu beweisen. Die rege Bautätigkeit in diesen zwei Jahren hängt mit Abdülhamids 25-jährigem Thronjubiläum zusammen, das die Obrigkeit am 1. September 1900 im gesamten Reich feiern ließ.

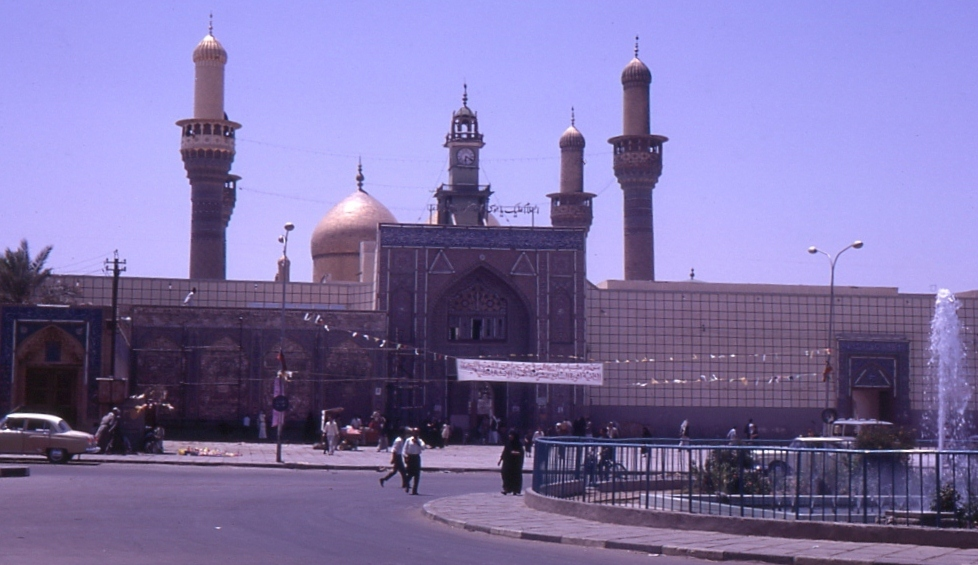
Uhrturm auf dem Hauptportal der von Schiiten verehrten al-Kazimiyya-Moschee in al-Kazimiyya, einem nordöstlichen Vorort von Bagdad. Foto von 1970. Auf Fotos ab 1971 ist ein anderer Uhrturm mit blauen Fliesen zu sehen.

Obwohl europäischen Ursprungs wurden die osmanischen Uhrtürme nicht als radikaler Bruch mit der Tradition empfunden. Die Errichtung von Uhrtürmen stellte zwar ein von der weltlichen Zentralregierung des Sultans veranstaltetes Modernisierungsprojekt dar, dieses wurde aber in der Gesellschaft nicht wesentlich anders wahrgenommen als die bisherige Praxis, öffentliche Bauwerke durch islamische Stiftungen (Waqf) errichten zu lassen.
Eine der ersten Moscheen im Osmanischen Reich, in die ein Uhrturm integriert wurde, war die zwischen 1823 und 1826 erbaute Nusretiye-Moschee im Stadtteil Beyoğlu in Istanbul, deren Stil dem Osmanischen Barock zugerechnet wird. Mit dem Bau der Muhammad-Ali-Moschee in Kairo wurde 1828 begonnen, beim Tod ihres Stifters und Namensgebers Muhammad Ali Pascha 1849 war sie weitgehend fertiggestellt. Zu ihr gehört ein Uhrturm in der Westfassade als europäische Zutat. Er wurde dort anstelle des üblichen Haupteingangs errichtet, sodass die Moschee nur von den Seiten betreten werden kann. Die Uhr war ein Geschenk des französischen Königs Louis-Philippe I. von 1845.

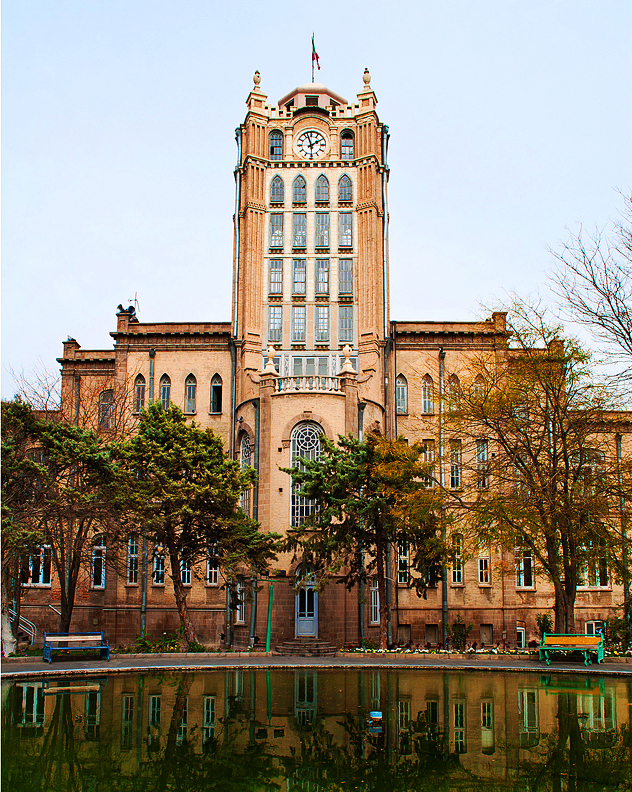
„Uhrturm“, Stadtverwaltung von Täbris, Iran. 1934 erbaut

Den ersten bekannten Uhrturm in Persien konstruierte ein Engländer namens Feste im Auftrag des safawidischen Schah Abbas I. über dem Eingang des Bazars von Isfahan, wie der Zeitzeuge Adam Olearius 1637 berichtete. Ein anderer Reisender fand wenige Jahre später den Uhrturm außer Betrieb und kaum im Stande, jemals wieder funktionieren zu können, wogegen der Niederländer Cornelis de Bruijn 1704 die Turmglocken schlagen hörte. Es seien die einzigen in ganz Persien gewesen. Zunächst zögerlich begann unter den Kadscharen die Übernahme dieses fremden Bautyps. Der Uhrturm wurde in manchen Fällen in der Mitte des Daches auf dem Iwan einer Moschee an der Stelle eines Guldasta aufgestellt. Der Guldasta war vom 17. bis zum 19. Jahrhundert ein hölzerner Pavillon auf dem Dach einer Moschee, von dem der Muezzin die Gläubigen zum Gebet rief. An beiden Seiten des Iwan hätte sich eine Gruppe von zwei Uhrtürmen architektonisch besser eingefügt. Dies war jedoch aus religiösen Gründen nicht möglich, denn die Uhrtürme hätten mit den normalerweise dort stehenden Minaretten verwechselt werden können.
Nāser ad-Din Schāh (reg. 1848–1896) ließ in der Hauptstadt Teheran und in zahlreichen Provinzstädten von Gärten umgebene Paläste erbauen. Zu einigen von diesen gehörte – dem Bedürfnis des Herrschers nach persönlicher Sicherheit entsprechend – ein turmartiges Gebäude, in dem sich die Schlafgemächer (chwabgah, „Palast der Träume“) befanden. Der bedeutendste dieser Turmpaläste war der 1867 fertiggestellte Schams al-ʿImara im Zentrum von Teheran. Der Palast beeindruckte mit seinen zwei Ziegeltürmen im europäischen Stil, die über die zweigeschossigen Häuser der Umgebung hinausragten. In der Mitte des Verbindungstrakts zwischen beiden Türmen stand ein Uhrturm auf dem Dach, mit Zifferblättern auf der West- und Ostseite. Zu einem anderen Palast in Saltanabad, einem höher gelegenen, nördlichen Außenbezirk von Teheran, gehörte ein Uhrturm, den ein europäischer Augenzeuge mit einem altiranischen Feuertempel und mit dem Tour Magne in Nîmes verglich.

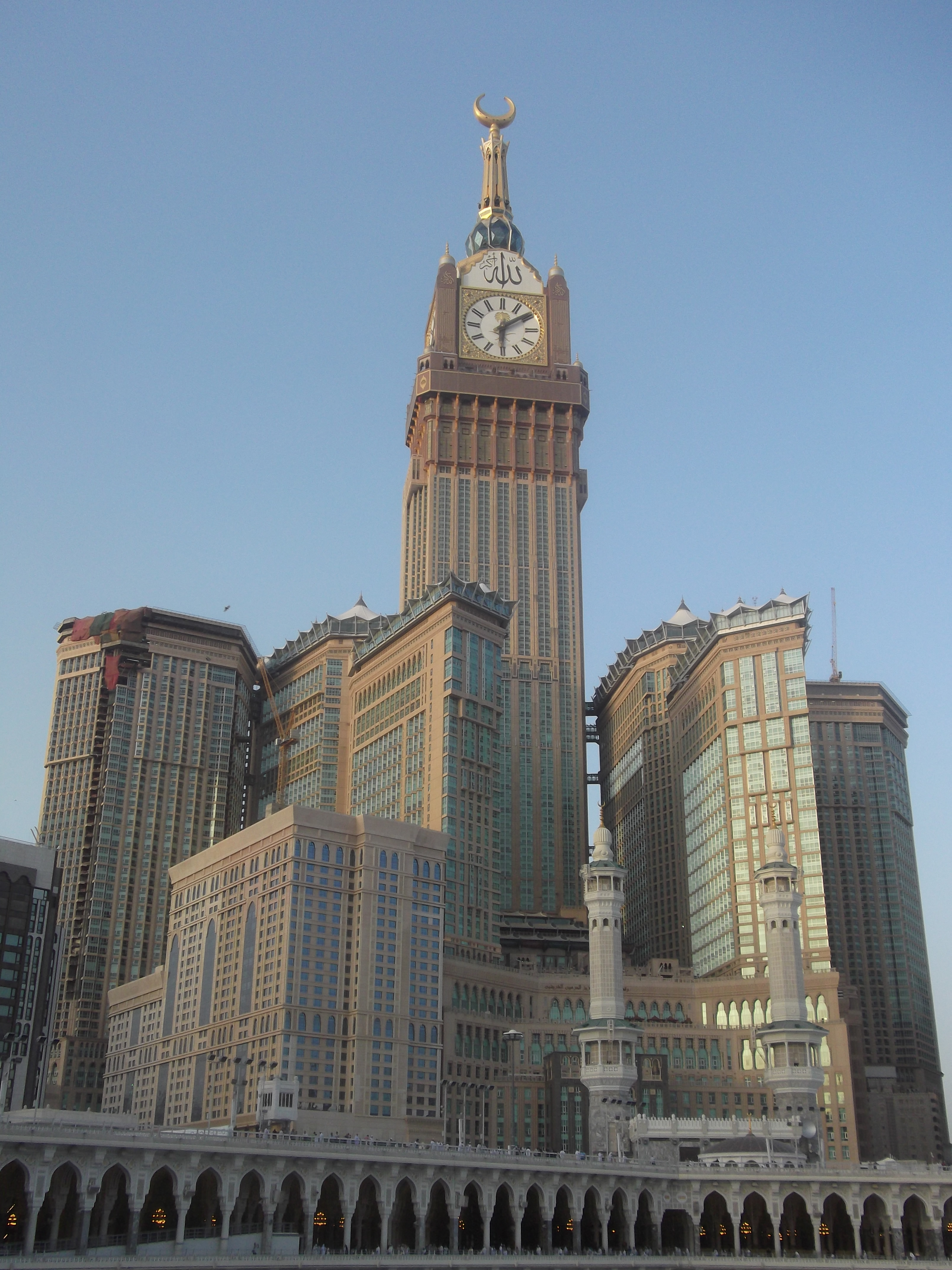
Abraj Al Bait in Mekka mit dem höchsten Uhrturm der Welt, 2012 fertiggestellt

Auf die Neugestaltung Beiruts Ende des 19. Jahrhunderts unter osmanischer Herrschaft erfolgte eine mindestens ebenso radikale städtebauliche Veränderung zwischen den Weltkriegen, als Libanon zum französischen Mandatsgebiet gehörte. Die französische Verwaltung hatte sich vorgenommen, der durch eine Vielzahl hier lebender Ethnien sozial segmentierten Stadt eine übergeordnete Identität als Paris des Nahen Ostens zu verpassen. Kern des Projekts war der Abriss der inneren Altstadt mit ihren engen Sackgassen und die Anlage eines später Étoile genannten Areals. Die großzügige Planung des französischen Landschaftsarchitekten Camille Duraffourd mit sternförmig auf einen zentralen Platz (Place de l’Étoile, „Sternplatz“) hinführenden Straßen mit mehreren öffentlichen Gebäuden in seiner Umgebung wurde 1929 genehmigt und war 1944 ausgeführt. Den Wettbewerb für den Entwurf eines Uhrturms auf dem Platz gewann 1932 der Architekt Mardiros H. Altounian (1889–1958); finanziert vom libanesischen Geschäftsmann Miguel Abed war der Abed-Uhrturm im Stil des Art déco 1934 fertiggestellt. Im selben frühen Nationalstil wurde auch das Parlamentsgebäude an der Westseite des Platzes erbaut. Die kühl-formalistische Gestaltung des Place de l’Étoile in Verbindung mit den neo-osmanischen Arkaden an der Rue Maarad sollten die Identität Beiruts als westlich orientierte und zugleich orientalische Hafenstadt symbolisieren.
Der höchste Uhrturm und das dritthöchste Hochhaus der Welt ist mit 601 Metern bis zur Spitze die Hochhausgruppe Abraj Al Bait in Mekka, die zwischen 2004 und 2012 erbaut wurde.

### Indien

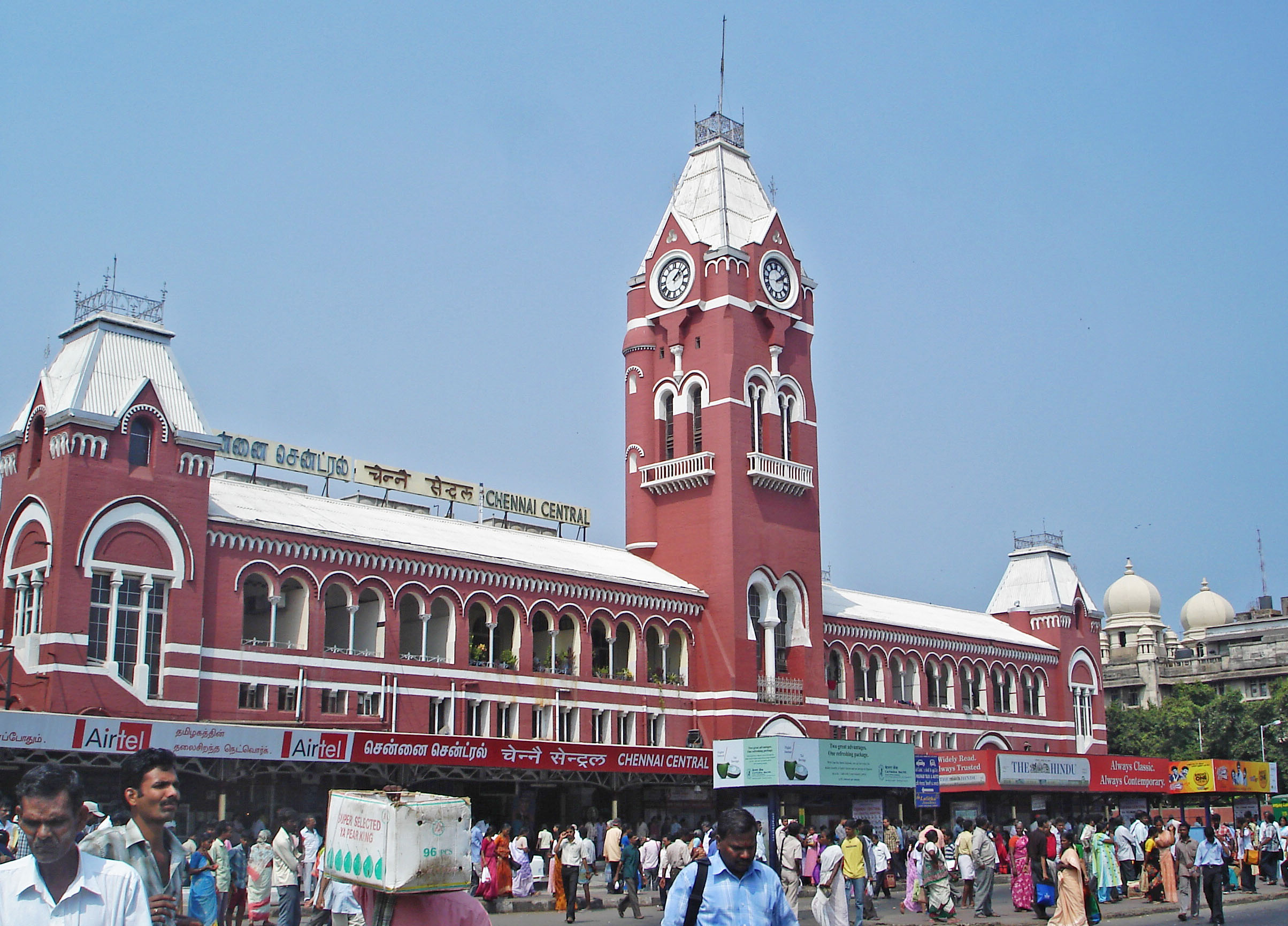
Chennai Central. 1873 eröffneter Bahnhof im südindischen Madras (heute Chennai) im britisch-indischen Kolonialstil.

Türme – abgesehen von denen an religiösen Gebäuden – stellten in der Nachfolge des um 1200 errichteten Qutb Minar, der den Beginn des muslimischen Sultanats von Delhi markiert, in der Geschichte Indiens häufig Siegeszeichen fremder Herrscher dar. Nach der Übernahme Indiens als Britische Kronkolonie 1858 ließen sich vermehrt britische Siedler nieder, für die eigene Stadtviertel (Cantonments) mit einem großzügigen rechteckigen Straßenplan angelegt wurden. In den Cantonments wurden Bungalows, eine Kirche, ein Club, Kasernen und ein Exerzierplatz gebaut, der die neue Siedlung von den engen indischen Marktvierteln trennte. Der technologische Fortschritt oder – in einem umfassenderen Verständnis – der Eintritt Indiens in die Moderne zeigte sich in erster Linie an der Gründung der indischen Eisenbahn, die auf einer kurzen Strecke erstmals 1852 und in den folgenden Jahrzehnten durch das ganze Land fuhr. In den neu angelegten Geschäftsvierteln um die Bahnhöfe entstanden prächtige Repräsentationsbauten im britisch-indischen Kolonialstil.
In praktisch allen Städten mit einer nennenswerten Zahl britischer Einwohner gehörten ab etwa 1860 Uhrtürme auf oder vor den Verwaltungsgebäuden oder in der Mitte der zentralen Straßenkreuzung zum Stadtbild. Eine der ersten Baumaßnahmen nach den Verwüstungen durch den Sepoy-Aufstand 1857 in der Hauptstadt Delhi war die Errichtung eines 36 Meter hohen Uhrturms gegenüber dem Rathaus im Marktviertel Chandni Chowk. Der Architekt Richard Roskell Bayne (1827–1901) erhielt 1885 den Auftrag für einen Entwurf eines 68 Meter hohen Uhrturms neben dem Grabmal des Nawab von Avadh, Muhammad Ali Schah (reg. 1837–1842) in Lucknow. Avadh war ein wohlhabender Fürstenstaat, als ihn die Briten 1856 annektierten, ein Jahr vor Beginn des Aufstands gegen die Kolonialherrschaft, der hier von den Muslimen stark unterstützt wurde. Möglicherweise war dies der Grund, weshalb die Briten gerade an diesem Ort den Husainabad-Uhrturm erbauten, der etwa die Größe des 72 Meter hohen muslimischen Qutb Minar erreichte. Der Gebetsruf des Muezzin, der in Lucknow vielfach zu hören war, wurde nun vom christlichen Glockenschlag zur vollen Stunde übertroffen. Dem Architekten diente die Giralda, das zu einem Glockenturm umgewidmete ehemalige Minarett der Freitagsmoschee der andalusischen Stadt Sevilla als Vorbild.
Die Uhrtürme waren allgegenwärtige Repräsentanten der britischen Kolonialherrschaft und darüber hinaus des britischen Lebensstils. Die indischen Literaten beschäftigten sich mit den kulturellen Umwälzungen in der indischen Gesellschaft aufgrund der von den Briten eingeführten Reglementierung des Tagesablaufs, etwa in der Schilderung des kleinen indischen Büroangestellten, der es sich niemals erlauben würde, zu spät zu seiner Arbeit zu erscheinen. Der Uhrturm verkörperte dabei den zu erstrebenden Fortschritt des westlichen Entwicklungsmodells. Im Alltag stand er – wie der britische Historiker Thomas R. Metcalf (1984) bemerkt – für die Tugend der Pünktlichkeit gegenüber der von den Briten beklagten Lethargie ihrer indischen Untergebenen. Immer im Zentrum des Geschehens war der Uhrturm eine Art Panopticon, nur mit dem Unterschied, dass dieser Turm nicht alles sah, sondern von allen gesehen wurde.

### Ostasien

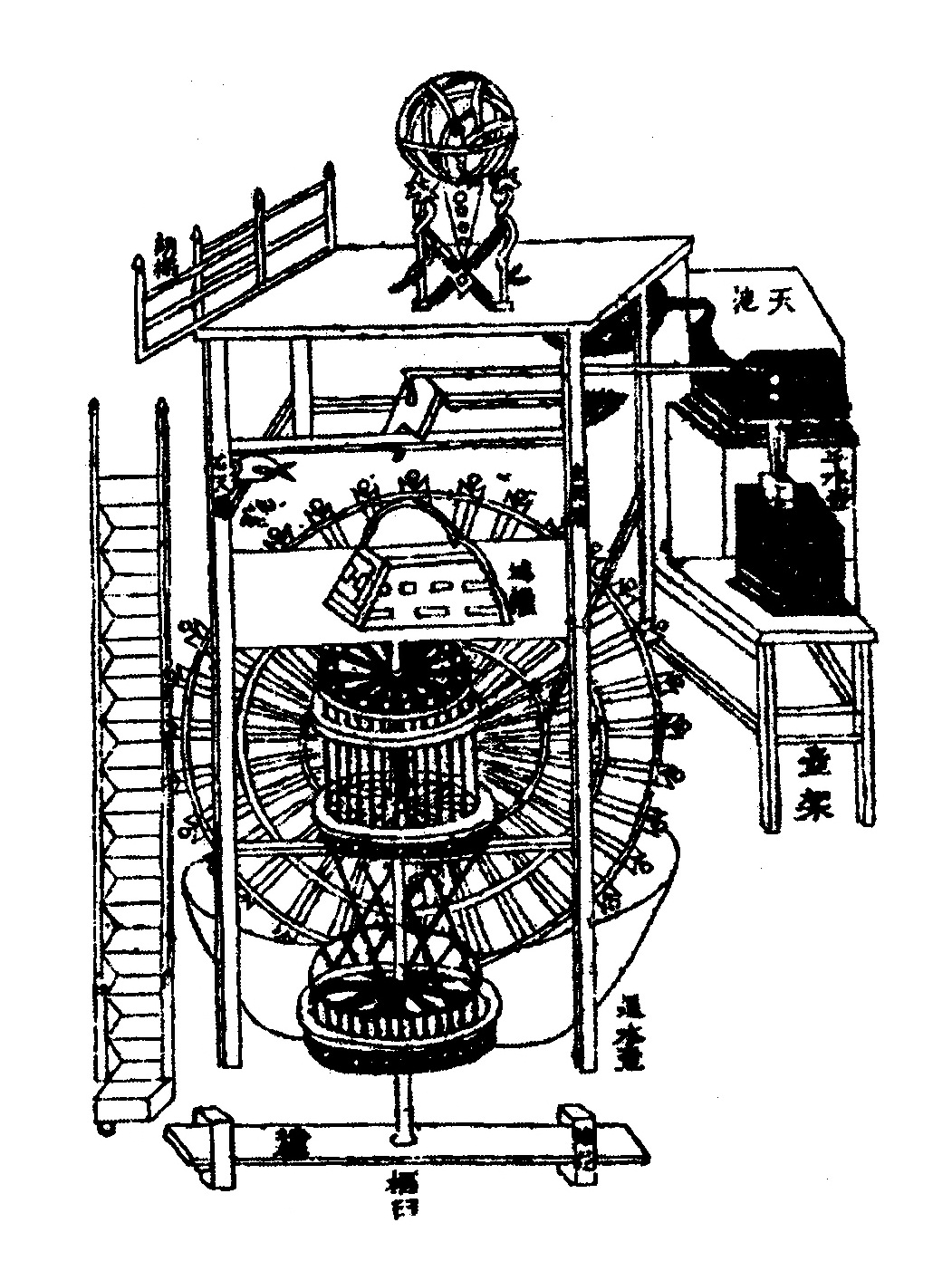
Skizze des von Su Song 1090 in Kaifeng konstruierten Uhrturms

Im alten China erfolgte die Zeitfestlegung mittels Astronomie, Sonnenuhren und teilweise sehr kompliziert gebauten Wasseruhren an einem anderen Ort und unabhängig von der öffentlichen Zeitbekanntgabe. Beide Aufgaben wurden streng vom Herrscher kontrolliert und dienten der Ausübung seiner Macht und der Reglementierung des Volkes. Die lautstarke öffentliche Bekanntgabe der Zeit war ein Zeichen, mit dem sich die Obrigkeit beim Volk in steter Erinnerung hielt, während die Zeitfestlegung als Geheimwissenschaft vor der Öffentlichkeit verborgen durchgeführt wurde. Seit der Han-Dynastie (206 v. Chr. – 220 n. Chr.) war eine Glocke am Morgen und eine Trommel am Abend als Zeitanzeige zu hören. Damals entwickelte sich in den Städten die Institution zweier turmartiger Großbauten, die häufig miteinander in einer räumlichen Beziehung standen. Die erhaltenen Türme sind in einem charakteristischen Architekturstil massiv gemauert. Im einen Turm sind riesige hölzerne Fasstrommeln mit Membranen aus Rinderhaut waagrecht aufgestellt und im anderen Turm hängt eine große Bronzeglocke. Der Trommelturm gu lou (mit chinesisch gu, „Trommel“, und lou, „Turm“) und der Glockenturm zhong lu (zhong, „Glocke“) verkörpern die traditionelle chinesische Zeitmessung. Manchmal bildete die im Thronsaal des Herrschers installierte Glocke das Gegenstück zum Trommelturm auf dem Marktplatz.
Nach einem Bericht von Yang Xuanzhi aus dem 6. Jahrhundert über buddhistische Klöster gab es in der Westlichen Jin-Dynastie (263–317) auf dem Marktplatz von Luoyang eine hohe Terrasse, auf der ein zweistöckiges Gebäude stand, das eine Trommel und eine Glocke enthielt. Wenn die Trommel geschlagen wurde, war der Markt beendet. Seither ließen die Herrscher in Städten und Dörfern bestimmte Tageszeiten anzeigen. Die öffentliche Zeitanzeige wurde vermutlich erst in der Tang-Dynastie (618–907) in der Hauptstadt Chang’an zentral geregelt und in das Konzept einer geplanten Stadt einbezogen, zu der symmetrisch angelegte, ummauerte Wohnquartiere (li oder fang) gehörten. Bis zu 108 Wohnquartiere wurden um den Palast und die Verwaltungsgebäude angeordnet, jedes mit einem Stadttor, das auf ein Signal aus dem Palast abends geschlossen und morgens wieder geöffnet wurde. Weil noch kein Trommelturm existierte, wurde eine Trommel auf dem Südturm des Palastes geschlagen. Offizielle Reiter trugen die entsprechende Aufforderung daraufhin in die einzelnen Stadtbezirke und verkündeten sie dort. Eine Verwaltungsreform im Jahr 636 enthielt die Anweisung, in jeder Straße der Hauptstadt Trommeln aufzustellen, um die aus dem Palast gesandten Botschaften zu verbreiten. Auf diese Weise setzte der Herrscher die Kontrolle über den Tagesablauf seiner Untertanen zunächst in der Hauptstadt und später in den anderen Städten praktisch um.
Das zu seiner Zeit komplizierteste Zeitmessinstrument und ein in seiner Größe vermutlich beeindruckender Uhrturm war die astronomische Uhr, die der chinesische Erfinder Su Song um 1090 in Kaifeng entwickelte. Mittels eines Wasserrades wurde eine aufwendige Mechanik, die eine Hemmung, das möglicherweise älteste bekannte Kettengetriebe, eine Folge von Zahnrädern und eine vertikale Antriebsachse besaß, in Bewegung gehalten. Der etwa zehn Meter hohe Turm schloss oben mit einer Plattform ab, die von einem Schattendach geschützt war. Auf dem ersten Stock befand sich ein Himmelsglobus und auf der Plattform eine Armillarsphäre, die beide wohl in erster Linie Demonstrationsobjekte waren. Die Armillarsphäre diente darüber hinaus der Himmelsbeobachtung. Su Song beschrieb die Konstruktion ausführlich in seiner Abhandlung Hsin I Hsiang Fa Yao. Das Äußere des Turms war wie eine fünfstufige Pagode gestaltet, mit Öffnungen auf jedem Stockwerk. Zur entsprechenden Uhrzeit kamen in den Öffnungen bekleidete Puppen zum Vorschein, die Glocken, Gongs oder Trommeln schlugen.

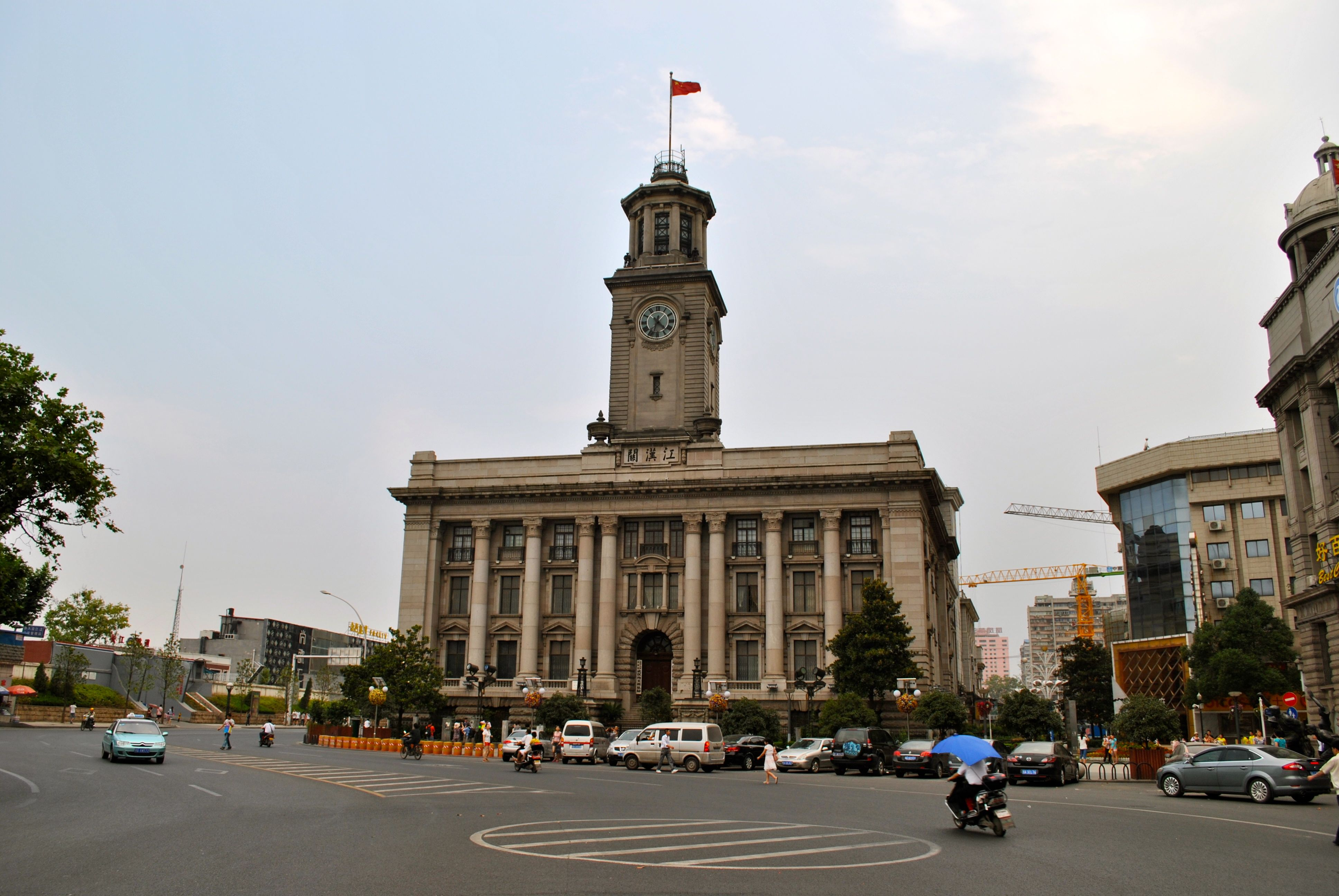
Zollamt von Wuhan

Während der Jin-Dynastie (1125–1234) wurde die unter der Song-Dynastie (960–1126) vernachlässigte strenge Öffnungszeitenregelung der Stadttore wieder eingeführt. In Kaifeng baute man einen Trommelturm und einen Glockenturm im zentralen Marktviertel in der Nähe des Flusshafens. Die Trommeltürme in Kaifeng und in der Hauptstadt Zhongdu (heute Peking) trugen in der Jin-Dynastie und in der nachfolgenden Yuan-Dynastie (1279–1368) den Beinamen, wu lou, „Kriegsturm“, während die Glockentürme als wen lou, „Zivilturm“, bekannt waren. Dass die beiden Türme in der Yuan-Dynastie noch immer die Funktion hatten, die abendliche Schließung der Tore anzukündigen, bestätigt Marco Polo, der sich 1266 in Peking aufhielt. Bis zur Ming-Dynastie (1368–1644) wurden die Zeiten zum Schlagen von Trommel oder Glocke mit einer aus der Song-Dynastie stammenden Wasseruhr ermittelt. In der Qing-Dynastie (1644–1912) verwendete man hierfür Feueruhren, wie sie im Pekinger Trommelturm und Glockenturm eingebaut waren.
Der erhaltene Trommelturm im Dongcheng-Distrikt von Peking entstand zeitgleich mit dem Glockenturm 1420 etwas östlich des durch Feuer zerstörten Trommelturms von 1372, der auf Kublai Khan zurückgeht. Der Trommelturm wurde mehrfach und besonders umfangreich im Jahr 1800 restauriert. Das auf einer vier Meter hohen Terrasse erbaute Untergeschoss des Turms erhebt sich 30 Meter über die Umgebung. Die Gesamthöhe einschließlich des hölzernen Obergeschosses und der Dachkonstruktion beträgt 46,7 Meter. Ursprünglich waren im einzigen großen Raum des Obergeschosses 24 Trommeln mit einem Korpusdurchmesser von etwa 1,5 Metern untergebracht. Die Zeitmessinstrumente und alle Trommeln bis auf eine sind heute verschwunden. Der Glockenturm erhielt 1745 seine heutige Gestalt aus gemauerten Wänden, nachdem der ältere Glockenturm aus Holz abgebrannt war. Er ist mit 47,9 Metern höher aber schlanker als der Trommelturm. Die Bronzeglocke hat einen Durchmesser von 5,5 Metern und wiegt 6,3 Tonnen. Trommeln und Glocke wurden um 19 Uhr abends und um 5 Uhr morgens nach einem festgelegten Schema insgesamt 108-mal angeschlagen. In der Zwischenzeit waren alle Tore geschlossen. Während der gesamten Nacht ertönten nur die Trommeln alle zwei Stunden, um die Nachtzeit für die auf den Straßen patrouillierenden Nachtwachen für deren Schichtwechsel in fünf Abschnitte einzuteilen. Bis 1924 war die Glocke über eine Entfernung von 20 Kilometern zu hören. Allein in der Jiangxi-Provinz wurde die Organisation der Nachtwachen mittels Trommelschlägen in mindestens acht Städten praktiziert.
Anfang des 20. Jahrhunderts wurden Uhrtürme nach westlichem Vorbild mit mechanischem Uhrwerk eingeführt, welche die bisherigen Trommel- und Glockentürme ersetzten. Die neuen Uhrtürme wurden auf öffentlichen Gebäuden wie Verwaltungseinrichtungen, Bahnhöfen und Schulen errichtet. Dies geschah in Peking nicht in Wohngebieten, sondern an bedeutenden öffentlichen Plätzen.
Ab 1873 schlugen die Glocken der ersten westlichen Uhrtürme in Tokio zu jeder vollen Stunde nach dem universalen Zeitsystem. Die vor Fabriken aufgestellten Uhrtürme ersetzten das bisherige, von der Jahreszeit abhängige Zeitmaß, das mit einer ungefähr alle zwei Stunden ertönenden Glocke mitgeteilt wurde. Die Arbeiter sollten so angehalten werden, pünktlich um 6 Uhr 30 in der Fabrik zu erscheinen.
Der 1915 erbaute Uhrturm in Hongkong – Clock Tower (Hongkong) – ist seit 1990 als Denkmal der Stadt registriert.

### Südostasien

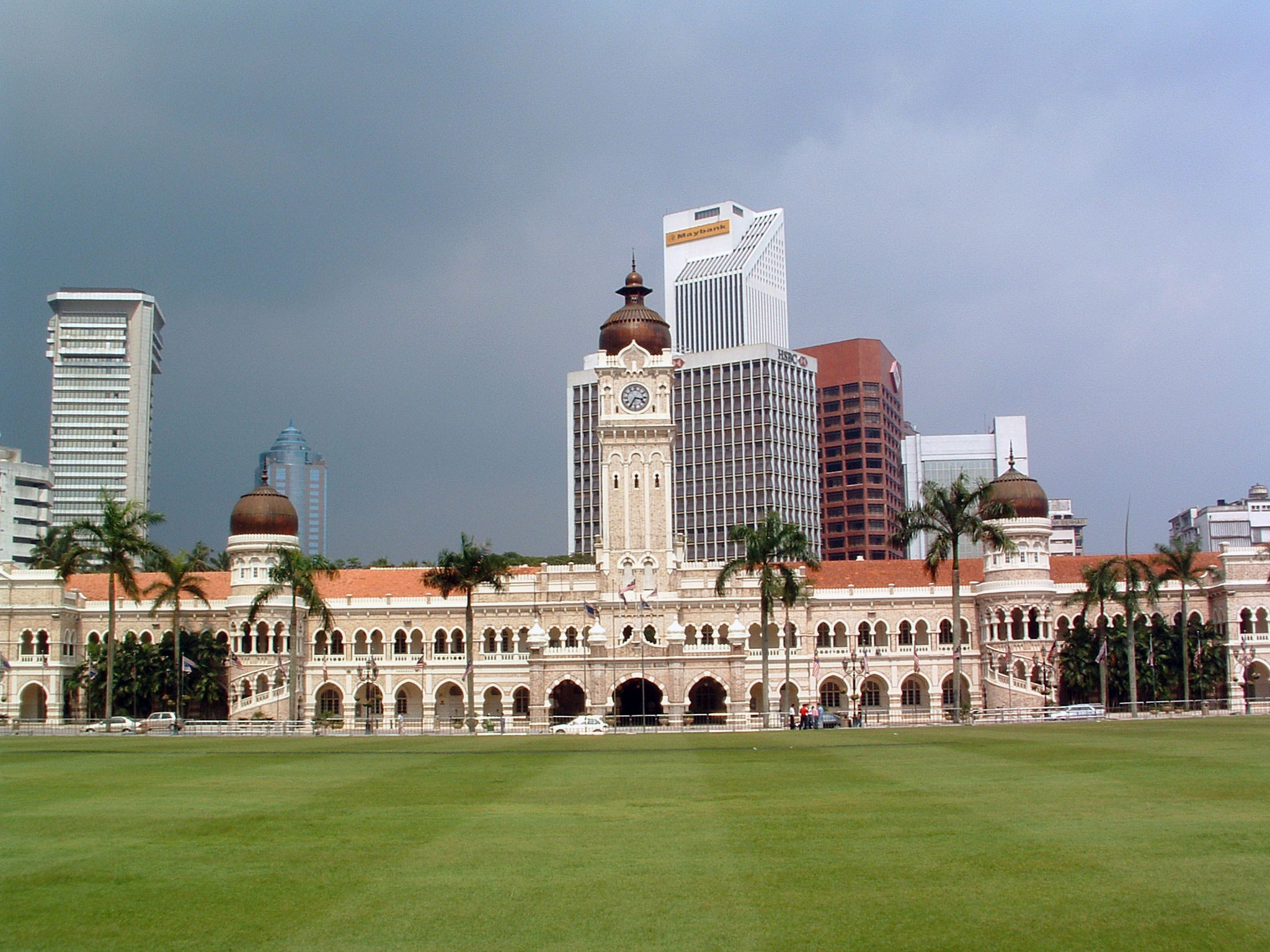
Bangunan Sultan Abdul Samad, britisches Regierungsgebäude von 1897 in Kuala Lumpur

1867 gingen die britischen Besitzungen auf der Malaiischen Halbinsel, namentlich die Küstenorte Malakka, Penang und Singapur, als Straits Settlements in die Verwaltung der Britischen Ostindien-Kompanie über. Vergleichbar den Exerzierplätzen zwischen Cantonment und indischer Altstadt, vor allem dem Maidan in Calcutta, und als entfernte Abkömmlinge des Meidān-e Emām, des Ende des 16. Jahrhunderts angelegten Zentrums von Isfahan, ließen die britischen Kolonisatoren Ende des 19. Jahrhunderts in den heutigen malaysischen Städten und in Singapur einen padang (malaysisch, „weites Feld“) genannten Grasplatz anlegen. In Kuala Lumpur, einer 1857 von einigen Zinnschürfern als Bootsanlegestelle gegründeten Siedlung, begann 1890 der britische Architekt Arthur Charles Alfred Norman (1858–1944) mit dem Bau von Regierungsgebäuden um den padang, der zunächst als Übungsplatz für die Polizei diente. Normans repräsentative Gebäude sind von dem im 19. Jahrhundert beliebten maurischen Stil beeinflusst.
Besonders eindrucksvoll gestaltete er das 1897 fertiggestellte Sultan-Abdul-Samad-Gebäude (Bangunan Sultan Abdul Samad), in dem heute Ministerien untergebracht sind. Der 41 Meter hohe Uhrturm bildet den Blickfang in der Mitte des zweigeschossigen symmetrischen Gebäudes. Das Bangunan Sultan Abdul Samad war der architektonische Höhepunkt von Kuala Lumpur Ende des 19. Jahrhunderts. Um die von der Architektur symbolisierte Größe der britischen Militärmacht noch stärker zu verdeutlichen, ließen die Kolonialherren täglich um 12 Uhr eine Kanone vor dem Polizeihauptquartier abfeuern. Der praktische Grund für den Kanonenschuss war, dass die Bürger in Hörweite ihre Uhren danach auf die korrekte Zeit justieren sollten. Leider war die Turmuhr ebenso wie die Uhr im Bahnhofsgebäude relativ ungenau und nicht im Takt mit dem Kanonenschuss.
Penang ist die älteste britische Niederlassung auf der Malaiischen Halbinsel. Sie wurde 1786 als Handelsstützpunkt gegründet, aus dem sich die heutige Stadt George Town entwickelte. Im Unterschied zu praktisch allen britischen Kolonialstädten besaß George Town bis 1902 keinen Uhrturm. Dieser ist einer Stiftung des chinesischen Geschäftsmannes Cheah Chen Eok zu verdanken, der ihn anlässlich des 60. Regierungsjubiläums der britischen Königin Victoria in Auftrag gab. Die Monarchin starb jedoch ein Jahr vor der Fertigstellung des im maurischen Stil gestalteten Turms.

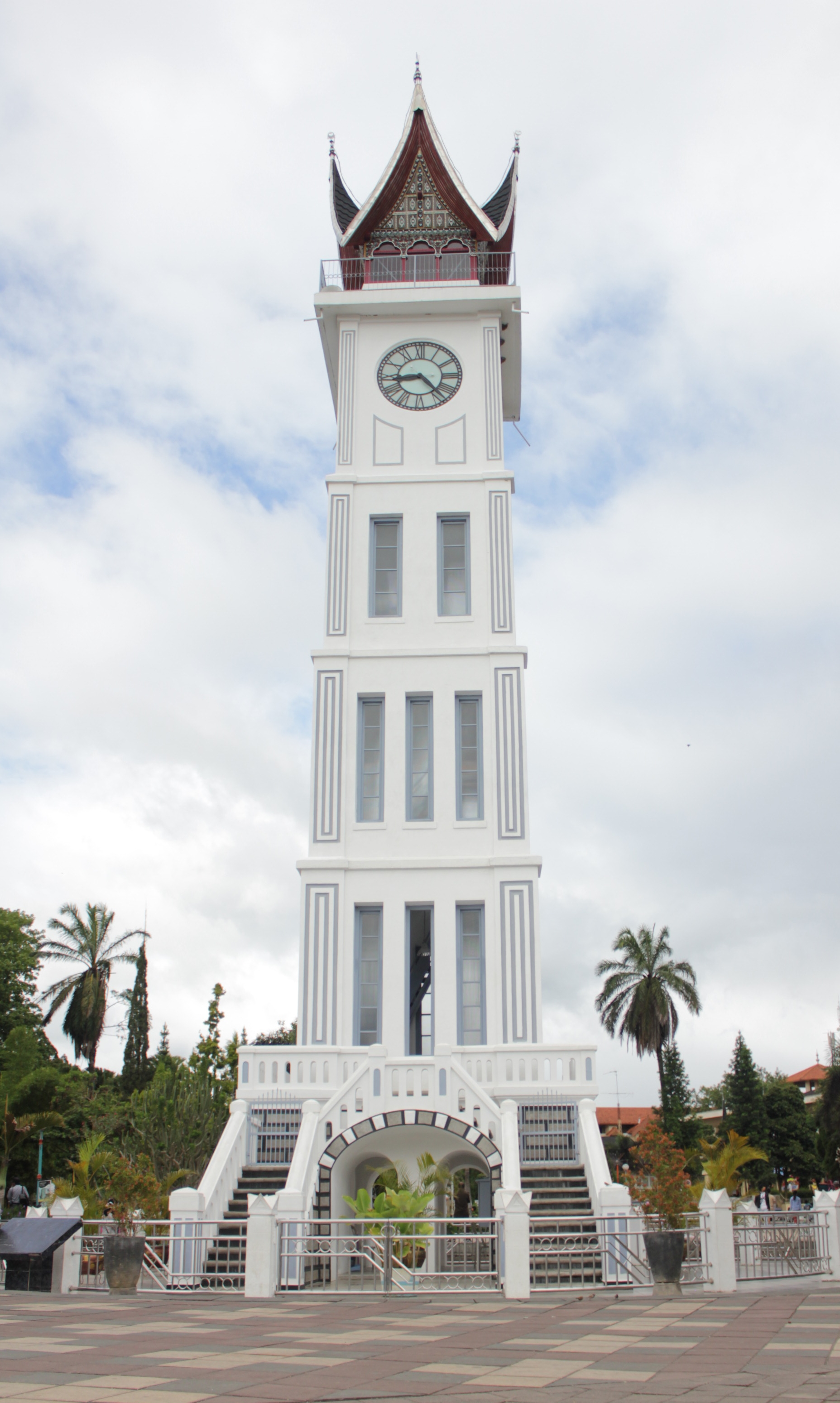
Jam Gadang, Wahrzeichen von Bukittinggi, Sumatra

Portugiesische Kolonialisten eroberten 1511 die Stadt Malakka. Ein Vorläufer für die Uhrtürme der Briten auf der malaiischen Halbinsel und der Niederländer auf den indonesischen Inseln war der Kirchturm der Nossa Senhora da Annunciada e Collegio de S. Pavlo („Unsere Liebe Frau von der Verkündigung und College von St. Paul“). Eine erste Kirche ließ der Eroberer Afonso de Albuquerque 1511 zusammen mit einem Krankenhaus in der portugiesischen Festung A Famosa („Die Ruhmreiche“) in Malakka erbauen. Im Jahr 1566 restaurierten die Jesuiten die Kirche und erweiterten sie unter anderem durch einen alle Gebäude überragenden Glockenturm, der – den damaligen Notwendigkeiten entsprechend – zugleich als Wachtturm der Festung diente. Die Festung der ersten Christen war über 20 Angriffen des zuvor von hier vertriebenen Sultans von Johor ausgesetzt.
Die Niederländische Ostindien-Kompanie wurde 1602 als Handelsunternehmung gegründet, anfangs mit dem Schwerpunkt, den Gewürzhandel mit den indonesischen Inseln zu kontrollieren. Aufgrund von politischen und wirtschaftlichen Schwierigkeiten übernahm 1799 der niederländische Staat die Verwaltung des indonesischen Kolonialgebietes. Aus Indonesien ist vor allem ein kolonialzeitlicher Uhrturm bekannt, der das Wahrzeichen der Stadt Bukittinggi in Sumatra darstellt. Der Jam Gadang („Große Glocke“, von indonesisch jam, „Uhr“, „Stunde“, und minangkabauisch gadang, „groß“) wurde 1926 in der Nähe des Marktes errichtet. Der 26 Meter hohe quadratische Bau ist in vier Stockwerke gegliedert, die sich auf einer vier Meter hohen Plattform mit einer Seitenlänge von 13 Metern erheben. Er verschaffte Bukittinggi den Beinamen Kota Jam Gadang („Stadt der großen Glocke“). Ursprünglich schloss der Turm mit einem zylindrischen Aufbau und einer Rundkuppel ab. Auf der Spitze thronte ein Hahn. 1942 befand sich an der Stelle der Kuppel ein Pyramidendach. Nach der Unabhängigkeit Indonesiens 1945 ersetzte man dieses Dach in einer nationalen Rückbesinnung auf die traditionelle Wohnhausarchitektur (rumah gadang) der Minangkabau durch ein geschwungenes Dach mit vier nach oben ragenden Spitzen. Der bei einem Erdbeben 2007 beschädigte Turm wurde bis 2010 wieder restauriert.

## Einige Uhrtürme

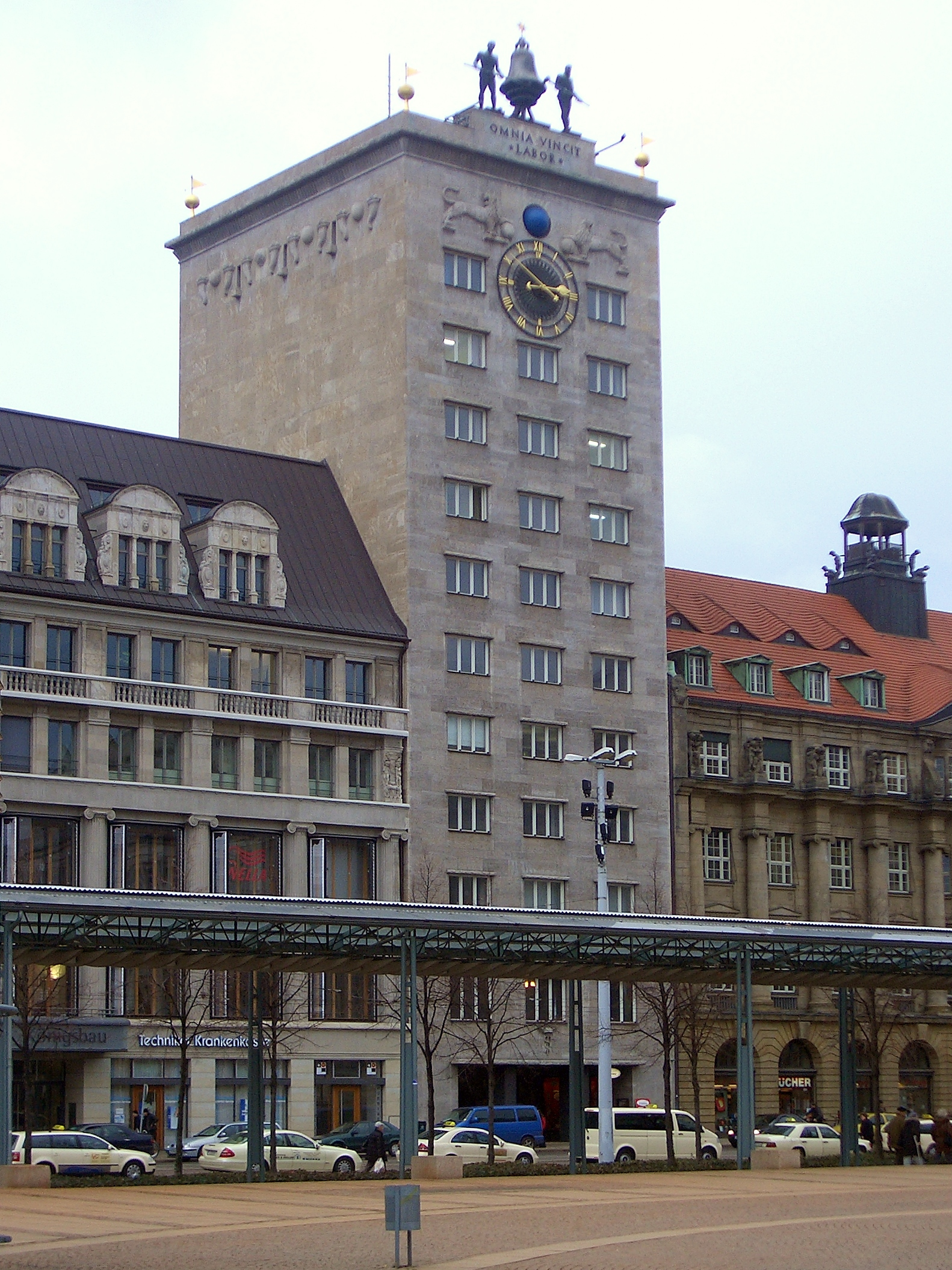
Das 1928 fertiggestellte Kroch-Hochhaus an der Westseite des Augustusplatzes war das erste Hochhaus Leipzigs.

| Turm/Gebäude                | Stadt/Ort   | Land                   | Beschreibung                 |
| --------------------------- | ----------- | ---------------------- | ---------------------------- |
| Tour de l’Horloge           | Auxerre     | Frankreich             | Mittelalterliche Befestigung |
| Tour de l’Horloge           | Avallon     | Frankreich             | Mittelalterliche Befestigung |
| Albert Memorial Clock Tower | Belfast     | Vereinigtes Königreich | Denkmal                      |
| Zytglogge                   | Bern        | Schweiz                | Mittelalterliche Befestigung |
| Uhrturm von Gjakova         | Gjakova     | Kosovo                 | Osmanisch                    |
| Grazer Uhrturm              | Graz        | Österreich             | Mittelalterliche Befestigung |
| Uhrturm von Halifax         | Halifax     | Kanada                 | Militär                      |
| Uhrturm von Dolmabahçe      | Istanbul    | Türkei                 | Palast                       |
| Elisabeth Tower (Big Ben)   | London      | Vereinigtes Königreich | Palast                       |
| Tour de l’Horloge           | Montreal    | Kanada                 | Denkmal                      |
| Stundturm                   | Sighișoara  | Rumänien               | Osmanisch                    |
| Uhrturm von Skopje          | Skopje      | Mazedonien             | Osmanisch                    |
| Uhrturm von Tirana          | Tirana      | Albanien               | Osmanisch                    |
| Uhrenturm Nähmaschinenwerk  | Wittenberge | Deutschland            | Fabrik                       |